# Veste Wachsenburg
Die Veste Wachsenburg, häufig auch nur kurz Wachsenburg genannt, ist eine zu den Drei Gleichen gehörende mittelalterliche Gipfelburg auf dem Gebiet von Holzhausen, einem Ortsteil der Gemeinde Amt Wachsenburg im Ilm-Kreis in Thüringen, 5 Kilometer westlich von Arnstadt. Im Laufe ihrer Geschichte wechselte die Burg häufig ihren Besitzer, wurde zerstört und häufig um- und ausgebaut: besonders 1900 bis 1913 zur Aufnahme der umfangreichen Wachsenburg-Sammlungen zur Heimat- und Heeresgeschichte. Letztere ging 1946 verloren, das Heimatmuseum musste 1962 schließen. Heute dient die Wachsenburg, wie schon lange, als Ausflugsgaststätte, seit 1966 als Hotel, und sie beherbergt ein kleines, privat geführtes Museum.

## Geschichte

### 930 bis 1860

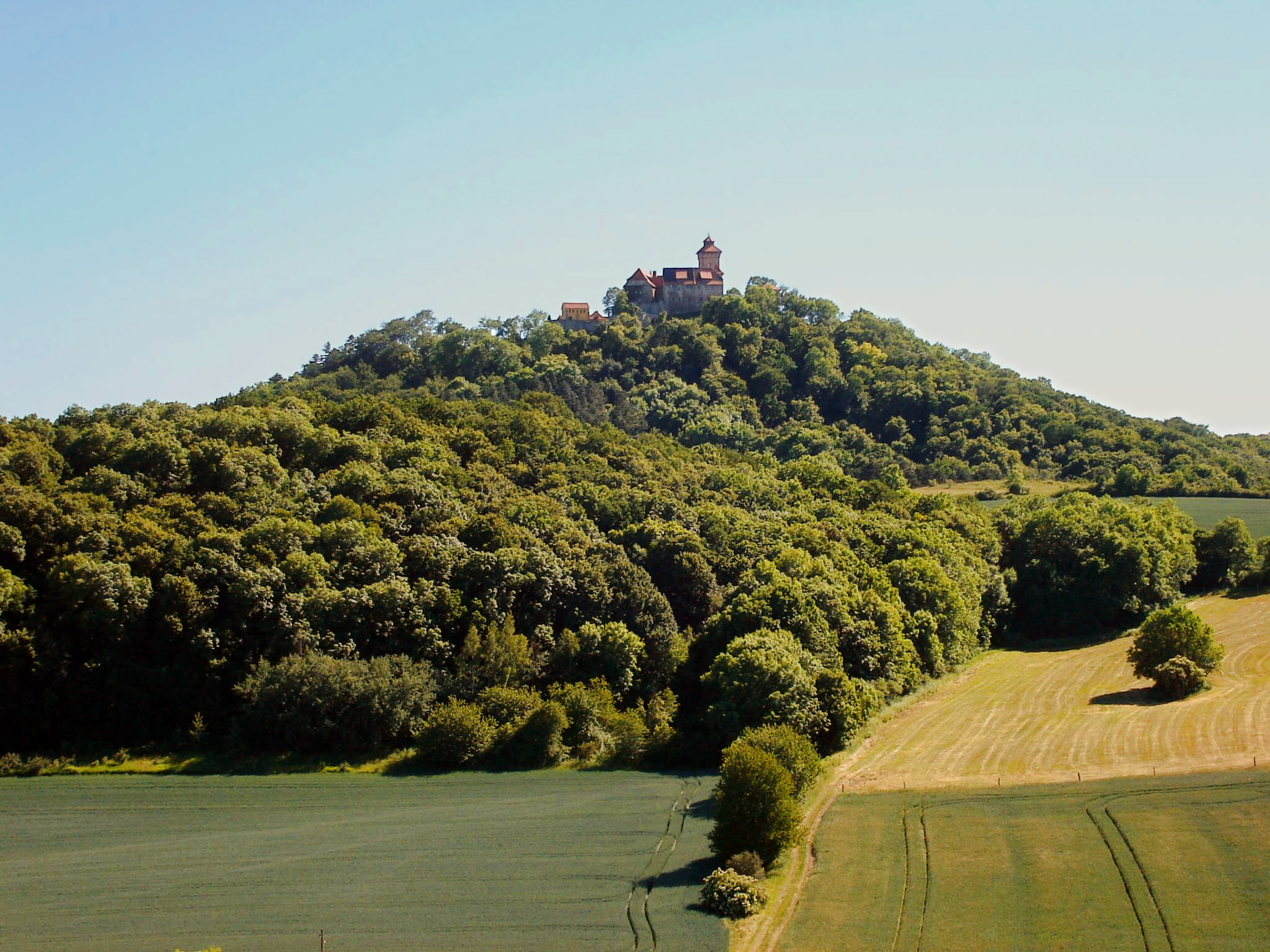
Ansicht von Norden

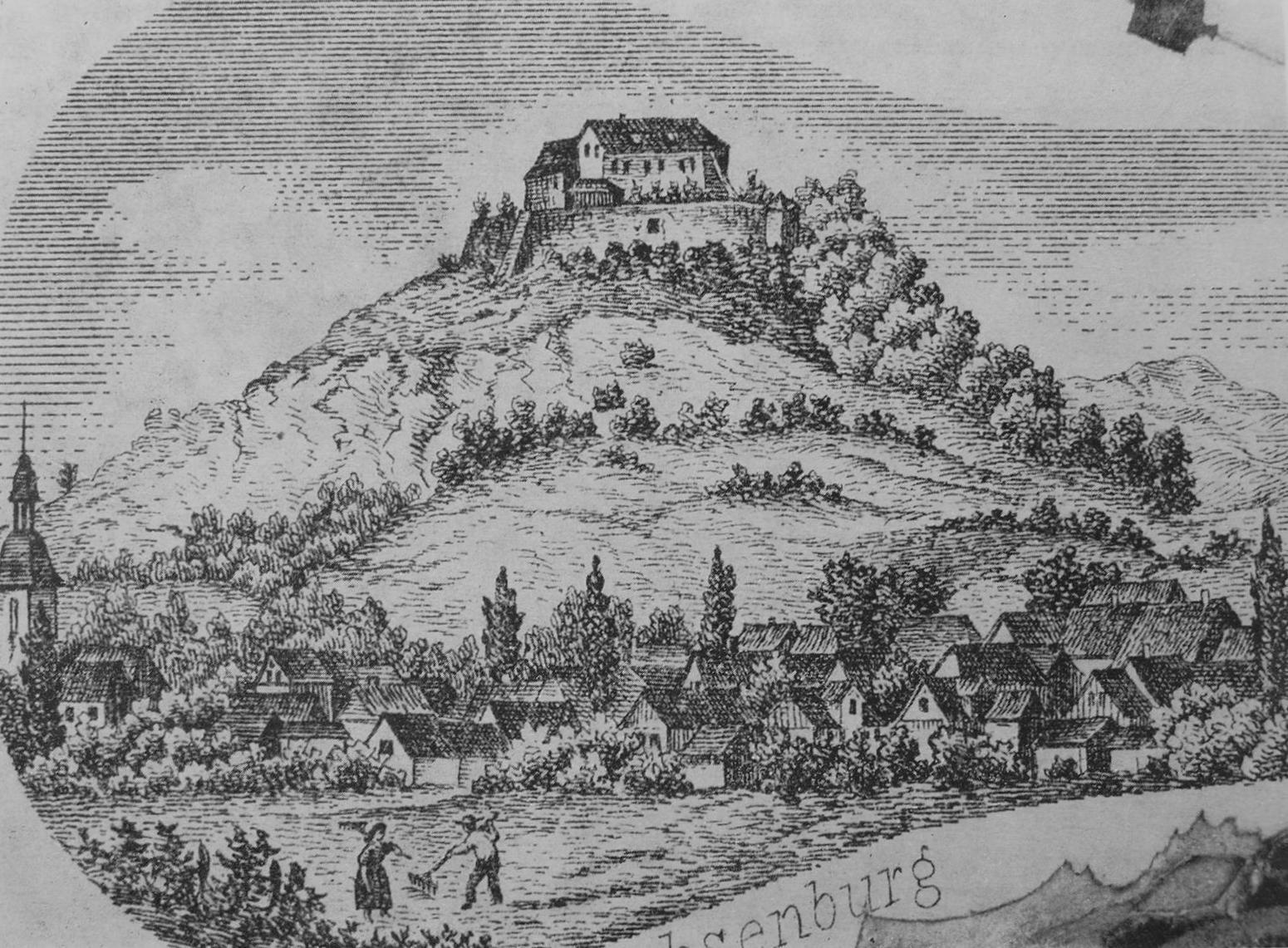
Ansicht zum Ende des 19. Jahrhunderts

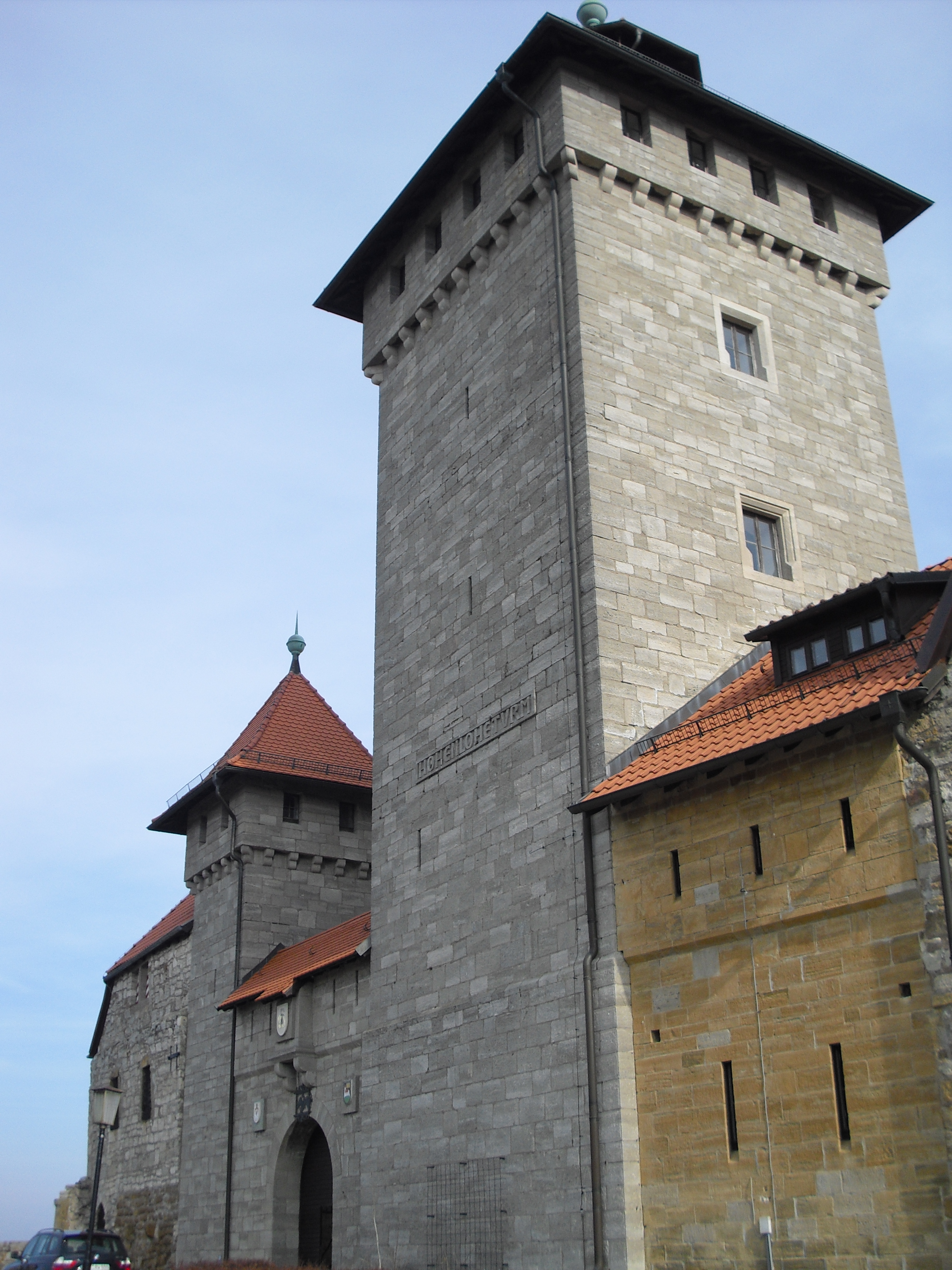
„Hohenlohe-Turm“ und Eingangstor

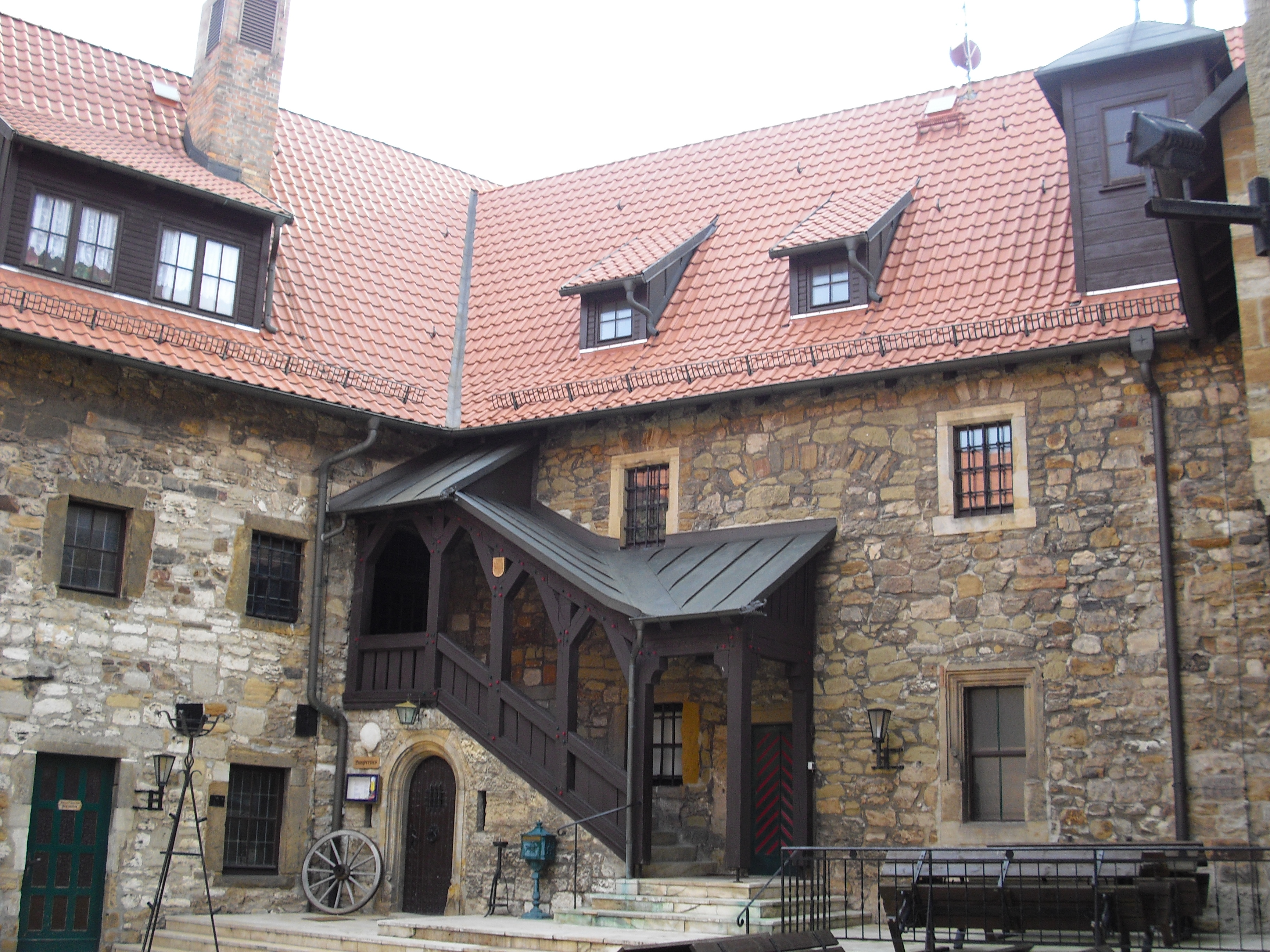
Innenhof

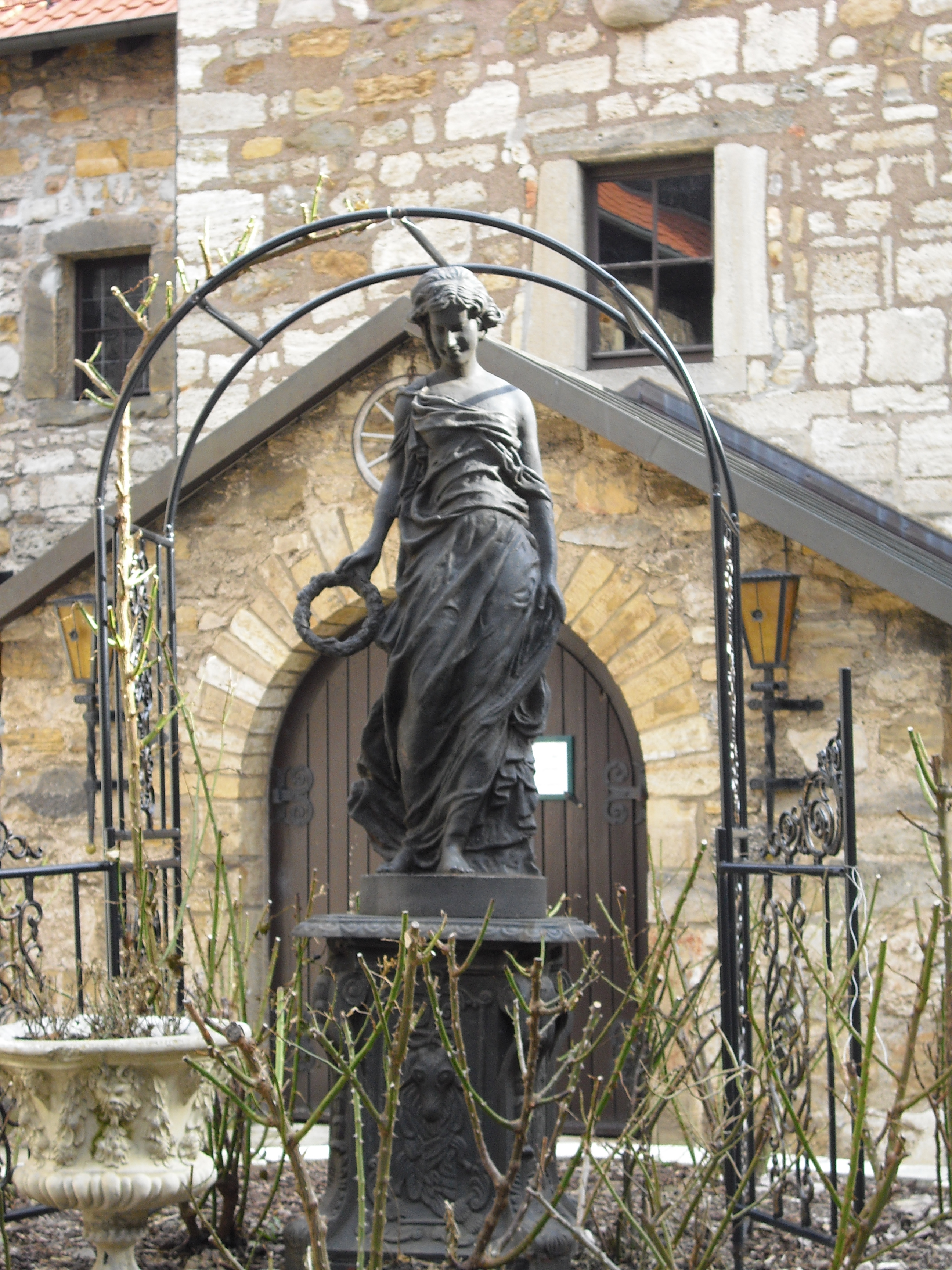
Brunnen

Erste Bauten auf dem kegelförmigen, 420,8 m ü. NHN hohen Wassenberg (althochdeutsch für steiler Berg) gab es vermutlich bereits um 930. Der Bau wurde durch die Reichsabtei Hersfeld zur Sicherung der umfangreichen Besitzungen im Gebiet von Arnstadt vorangetrieben.
Von 1090 bis 1098 wohnte der Hersfelder Abt Friedrich auf der Burg und starb dort auch. Er ließ die durch Fehden schwer mitgenommene Burg wiederherstellen. Um das Jahr 1100 überließ die Reichsabtei die Burg den Landgrafen von Thüringen. Der Chronist Ekkehard von Aura berichtet zum Jahre 1120, dass die Sachsen kaiserliche Ritter, die Thüringen verwüsteten, auf der Burg Wachsenburg (in castello Wassenburc) durch einzelne Mannschaften eingeschlossen hatten und sie endlich vertrieben haben, nachdem sie vom Hunger geschwächt waren. Die erste Urkunde mit der Erwähnung der Wachsenburg stammt aus dem Jahr 1140, in der ein Ritter Adelher von Wassenburg erwähnt wird. Im Lauf der kriegerischen Auseinandersetzungen zwischen den Staufern und Welfen wurde die Burg Ende des 12. Jahrhunderts in die Kämpfe hineingezogen, und der welfisch gesinnte Erzbischof von Köln setzte sich dort fest.
In den folgenden Jahrzehnten war die Burg mehrfach Schauplatz von Konflikten zwischen den rivalisierenden Kräften innerhalb des Reiches. So nahm im Jahr 1204 Philipp von Schwaben die Burg ein. Danach wechselten die Besitzer zwischen den Grafen von Käfernburg, Orlamünde und ab 1306 Schwarzburg-Blankenburg. Unter Graf Günther XII., der die Burg ab 1306 besaß, erlebte sie ihre Blütezeit. Im Jahr 1366 musste der nachfolgende Besitzer, Johann II. von Schwarzburg, die Burg verkaufen, um Kriegsschulden zu begleichen. Die Burg kam trotz aller Bemühungen der Stadt Erfurt, diese zu erwerben, 1369 in den Besitz der Thüringer Landgrafen, die sich in der Folgezeit mehrfach genötigt sahen, die Burg zu verpfänden. Auf diese Weise kam sie 1441 in die Hand von Apel Vitzthum dem Älteren zu Roßla, der als „Teufel und Brandmeister von Thüringen“ bekannt wurde. Gegen diesen berüchtigten Raubritter ging später die Stadt Erfurt vor, indem sie 1451 mit Unterstützung der Reichsstädte Mühlhausen und Nordhausen die Wachsenburg belagerte. Nach vierwöchiger Belagerung, bei der durch Unterminierung die Schildmauer der Burg (durch Mansfelder Bergleute) zum Einsturz gebracht worden war, wurde Apel Vitzthum schließlich zur Aufgabe gezwungen. Die beschädigte Anlage verfiel in der Folgezeit allmählich.
1640 kam die Wachsenburg in den Besitz Herzog Ernsts des Frommen, der ursprünglich mit dem Gedanken spielte, sie zu einem Schloss auszubauen. So ließ er 1651 gleich neben dem Burgtor einen 97 m tiefen Brunnen in den Berg bohren. Nach Instandsetzungsarbeiten war dann jedoch ab 1651 die Einrichtung der Burg als Zucht- und Waisenhaus geplant. Ein vom Baumeister Casper Vogell dafür angefertigtes Holzmodell hat sich erhalten. Doch auch dieses Projekt wurde letztlich nicht umgesetzt. Später wurde für die Oberaufsicht und Verwaltung einer „Arrestanstalt für Militärpersonen“ das Amt eines Kommandanten eingeführt; der letzte starb 1856.

### Der Brunnen mit Brunnenhaus
1651 wurde der Burgbrunnen abgeteuft. Er ist 93 Meter tief und steht im Grundwasser. Zur Förderung diente bis 1912 ein Tretrad.

### Seit 1860
1861 zog ein Kastellan und Wirt auf der Veste ein. Die nun als Militärmuseum vorgesehene Wachsenburg wurde Ende des 19. und besonders Anfang des 20. Jahrhunderts weitgehend umgebaut und vieles neu gebaut, im Stil von neoromanischer und neogotischer Wehrarchitektur.
Vorhanden war das Rittersaalgebäude, der „Pallas“. An ihn schloss sich südlich der „Neue Bau“ von 1664 an, das Kommandantenhaus. Ihm nördlich gegenüber lag das „Arresthaus“, mit wenigen alten baulichen Resten aus dem 12. Jahrhundert. Diese Gebäude waren alle zu sanieren, um sie als Ausstellungsräume nutzen zu können.
1905 konnte als erster Neubau der Hohenlohe-Turm als neuer Bergfried eingeweiht werden. Er wurde nach dem Fürsten Ernst von Hohenlohe-Langenburg benannt, der von 1900 bis 1905 die Regentschaft im Herzogtum Sachsen-Coburg und Gotha innehatte und das Vorhaben sehr unterstützte. Der Turm war 30 Meter hoch, hatte im Erdgeschoss eine Weihehalle, darüber drei Stockwerke als Ausstellungsräume und unter dem Dach eine Galerie mit 16 Fenstern in alle Himmelsrichtungen als Aussichtsturm. Südlich vom Turm stellte ein Küchenbau die Verbindung zum Kommandantenhaus her. Nördlich des Turms wurde ein Eingangstor zum inneren Burghof gebaut, mit einem Wehrgang darüber. Nördlich anschließend folgte ein als „Thörlein“ bezeichnetes Türmchen. So war ein geschlossener Innenhof entstanden. Auch die gesamte Westseite der inneren Burganlage wurde neu gestaltet. 1907 kam die Bastion Herzog Carl-Eduard als museale Geschützhalle hinzu. 1910 wurde noch ein kleiner Rundturm für das Pulver zum Salutschießen gebaut. 1913 errichtete man, vor allem wegen der Ansicht aus der Ferne, westlich gegenüber dem Hohenloheturm einen „Wehrturm“: einen halbrunden Schalenturm aus Kalkstein mit Fachwerk zur Innenseite. Wegen des Ersten Weltkriegs nicht mehr zur Ausführung gelangten ein Wehrgang vom neuen Wehrturm zur Bastion und ein geplantes Torhaus zum äußeren Burghof.
Die bildnerische Innengestaltung der Burg übernahm seit Anfang des Jahrhunderts der aus Apfelstädt stammende Kunstmaler Eduard Fiedler. Er hinterließ bei seinem Tod 1931 noch umfangreiche Entwürfe zur Ausmalung des Großen Rittersaals mit Motiven aus Burg- und Regionalgeschichte. Insgesamt hat Fiedler für die Wachsenburg 471 Entwürfe, Wandgemälde, Bildnisse, Postkarten und Zeichnungen angefertigt. Zur DDR-Zeit wurden acht seiner Wandgemälde im Südzimmer des Rittersaals vernichtet. Sie konnten 1952 von Heinz Fiedler noch fotografisch festgehalten werden.
Der Rittersaal wurde 1934 rekonstruiert. 1938 erweiterte man noch die Bastion zur Aufnahme von Geschützen.
Bis 1918 unterstand die Wachsenburg den Herzögen von Sachsen-Coburg und Gotha. 1920 ging sie in den Besitz des Landes Thüringen über. Das Land übernahm die Verpflichtung, „die Feste Wachsenburg dauernd zu erhalten und das darin untergebrachte Heimatmuseum nach Kräften zu fördern“.
1941 wurde für die Luftraumüberwachung ein ständiger Beobachtungsposten von drei Wehrmachtssoldaten auf dem Hohenloheturm eingerichtet.
Anfang 1945 wurde in der Burg eines der Depots für Kulturgüter aus den luftkriegsgefährdeten Weimarer Kunstsammlungen eingerichtet. Auch das Nationaltheater Weimar lagerte wertvolle Bestände auf der Wachsenburg ein.
Am 4. April 1945 besetzten US-Truppen „zögernd und schießend“ die Wachsenburg, von der eine weiße Fahne wehte. Es kam dort zu einem Treffen der Generäle Patton und Eisenhower. Schon 1945 verschwand viel Museumsgut, im Januar 1946 transportierte die Rote Armee die wertvolle Militaria-Sammlung ab. In den Jahren von 1964 bis 1969 erfolgten Sanierungsarbeiten. 1966 richtete der Kreis Arnstadt, dem die Wachsenburg nun gehörte, dort ein Sonder-Hotel ein, das auch als Gästehaus der DDR-Regierung diente. Die HO-Gaststätte war öffentlich zugänglich.
1991 wurde das Land Thüringen Eigentümer der Veste. Es erfolgten umfangreiche Restaurierungsarbeiten. Seit 2001 befindet sich die Burg mit Hotel und Restaurant nach zehnjähriger Pachtzeit in Privatbesitz. Auf die Initiative der Besitzer geht auch die Wiedereröffnung des Neuen Burgmuseums 2001 zurück. 2003 erfolgte die feierliche Weihe der Burgkapelle St. Georg im Erdgeschoss des Hohenlohe-Turms. Im selben Jahr machte der Ordo Militaris Teutonicus Levantis e. V., ein, nach eigener Darstellung, unabhängiger und weltlicher Hospitaler-Ritterorden mit karitativen Aufgaben und militärischer Ordnung, ähnlich dem Templerorden, die Wachsenburg zu seiner Heim-Ordensburg.

## Die Wachsenburg-Sammlungen
Drei verdiente Gothaer Bürger, Carl Ferdinand Grübel, Moritz Huppel und Theobald Wolff, gründeten 1896 das Wachsenburg-Komitee. Sie hatten im 6. Thüringischen Infanterie-Regiment Nr. 95 am Deutsch-Französischen Krieg 1870/71 teilgenommen und wollten auf der Veste ein Museum der deutschen Einigungskriege für die Zeit von 1806 bis 1871 errichten. Diese Zielsetzung wurde jedoch bald erweitert. Die Bevölkerung wurde seit 1895 in Aufrufen um Unterstützung für die „Sammlung vaterländischer Altertümer“ gebeten. Herzog Alfred von Sachsen-Coburg und Gotha trug mit der Stiftung einer größeren Geldsumme und von Ausstellungsstücken aus seinem Hause erheblich zum Gelingen des Vorhabens bei. Herzog Carl-Eduard von Sachsen-Coburg und Gotha übernahm bald nach seiner Amtseinführung 1905 die Schirmherrschaft über die Veste und ihre Sammlungen. Für Pflege und Erweiterung der Sammlungen sorgte der 1907 gegründete „Wachsenburg-Verein“ unter seinem Vorsitzenden Hauptmann Curt von Gillhausen-Gotha.
Das Museum auf der Wachsenburg konnte zeigen:
- Eine Heeresgeschichtliche Sammlung vom Dreißigjährigen Krieg bis zum Ersten Weltkrieg: Bekleidung, Ausrüstung und Bewaffnung deutscher Soldaten, aber auch ihrer Gegner. Ein Schwerpunkt unter den Militaria waren Fahnen, Standarten, Trophäen, Uniformen, Artillerie- und Belagerungswerkzeuge speziell von gothaisch-altenburgischen Regimentern des 17. und 18. Jahrhunderts.
- Wertvolle alte Geschütze in großer Zahl: im Freien und in der 1907 gebauten und 1938 erweiterten Geschützhalle Bastion Herzog Carl Eduard. Besonders der Hauptmann Zachariae hatte durch seine Aktivitäten „ein geschlossenes Bild der Entwicklung des Geschützwesens von der Feldschlange bis zum schweren Marinegeschütz“ zusammengestellt.
- Ein Diorama der Schlacht bei Wörth im Elsass 1870 mit rund 4000 Zinnfiguren, an der Soldaten des Herzogtums Sachsen-Coburg und Gotha beteiligt waren.
- eine „Kriegshilfe-Ausstellung“ 1914–18
- Eine Herzog-Alfred-Sammlung mit Waffen (Lanzen, Speeren, Pfeilen, Bogen) und anderen völkerkundlichen Gegenständen asiatischer, afrikanischer und pazifischer Kulturen. Der Herzog hatte diese Erinnerungsstücke von seinen ausgedehnten Reisen in diese Regionen als Admiral der britischen Flotte mitgebracht.
- eine „Deutsche Kolonial-Abteilung“ mit Ausstellungsstücken aus den Kolonien des Deutschen Reiches
- Eine umfangreiche Heimatkunde-Sammlung bäuerlichen Mobiliars, Hausrats und Trachten vorwiegend aus der Region, aber auch aus anderen Teilen Deutschlands (Darstellung des traditionsreichen Handwerks in Thüringen, älteste Ausstellungsstücke aus dem 17. Jahrhundert). Die Sammlung von Volkstrachten aus Sachsen-Coburg und Gotha wurde besonders von der Herzogin Victoria Adelheid unterstützt.
- Porträts ernestinischer Herzöge und ihrer Gattinnen, einen künstlerisch gestalteten Stammbaum der Herzöge, Wappen deutscher Herrscherfamilien, Bilder des Gothaer Historienmalers Prof. J.H. Schneider von der Gleichen-Sage und von Eduard Fiedler Wachsenburg-Wandbilder sowie viele geschichtliche Darstellungen von ihm.
- den Staatswagen, wegen seiner Form „Totenkopf“ genannt, des damaligen Gothaer Herzogs von 1808
- eine Ausstellung über Gustav Freytag, den Dichter von Die Ahnen, im Obergeschoss des Hohenlohe-Turms ab 1906. Er hatte um 1870 auf der Burg das Kapitel Nest der Zaunkönige (die Mühlburg) geschrieben. Das Gustav-Freytag-Zimmer enthielt Originalmöbel aus seinem Haus in Siebleben.

1920 holten revolutionäre Soldaten noch gebrauchsfähige Schusswaffen aus der Sammlung ab. Als das Land Thüringen Anfang der 1920er Jahre die Wachsenburg übernahm, sagte es zu, „das darin untergebrachte Heimatmuseum nach Kräften zu fördern“.
Im Zweiten Weltkrieg wurden besonders wertvolle Teile der Sammlungen zum Schutz vor Luftangriffen und Artillerie-Beschuss in Burgkellern gesichert. Anfang April 1945 erfolgte die Besetzung der Wachsenburg durch US-Truppen, Anfang Juli durch die Rote Armee. Es kam bald zu empfindlichen Verlusten im Museumsbestand durch Mitnahme von „Souvenirs“. Im Januar 1946 wurden die noch erhaltenen Teile des Kriegsmuseums auf Befehl von Marschall Schukow in Berlin versiegelt, kurz darauf die Waffen und Uniformen beschlagnahmt, verpackt und weggeschafft. Ein Teil der historischen Geschütze wurde in Arnstadt verschrottet. Ein besonders schönes bronzenes Geschützrohr konnte auf Veranlassung der Burgwirtin Ilse Werner vor Ankunft der Amerikaner auf dem Parkplatz vergraben und so gerettet werden. Es fand 1993 einen Platz in der militärhistorischen Ausstellung auf dem Erfurter Petersberg und wurde 2013 durch eine nachgebaute Blocklafette vervollständigt. Ein Teil der historischen Uniformen wurde 1966 von der UdSSR zurückgegeben und ging in den Bestand des Deutschen Historischen Museums in Ostberlin über.
Der „Wachsenburg-Verein“, der von 1907 bis Kriegsende 1945 die Sammlungen selbständig verwaltet und geleitet hatte, musste sich auflösen. Nur die Reste der volkskundlichen Sammlung konnten ab 1947 mit Genehmigung der SMA Arnstadt in einem Heimatmuseum auf der Veste wieder gezeigt werden: Trachten, Haushalts- und Arbeitsgeräte, Bodenfunde und auch die völkerkundliche Sammlung. Der verdiente Verwalter und Sammlungsleiter seit 1906, Kirchenrat Franz Bonsack, hatte sich gegenüber Landesbehörden und Besatzungsmacht sehr für die Einrichtung eines Heimatmuseums eingesetzt – auch um wenigstens einen Teil seines Lebenswerks zu bewahren. Er starb 1950. Die ihm folgende Museumsleiterin Cläre Werner – Tochter des Burgwirts Edmund Werner – wurde 1962 abgesetzt, 1965 das Museum ganz geschlossen. Seine restlichen Bestände gingen in den Besitz der Arnstädter Museen über.
Die „Wachsenburg-Sammlungen. Ein Museum für Heimat, Reich und Vaterland“ hatten ganz aufgehört zu existieren.
Im September 2001 wurde in privater Trägerschaft durch die Besitzer der Wachsenburg das kleine „Neue Burgmuseum“ im Nordflügel und Hohenlohe-Turm eröffnet.
Die Bestände des Museums im Nordflügel wurden etwa Mitte 2011 größtenteils ausgeräumt. Obgleich auf der Webseite der Wachsenburg (Stand Juni 2012) weiter Werbung mit dem Museum im Nordflügel betrieben wird, ist dieses so nicht mehr vorhanden und nicht öffentlich zugänglich. Diese Änderungen erfolgten durch die derzeitigen Eigner zur Konzentration auf den Hotel- und Restaurantbetrieb und Rückgang der Touristenzahlen.

## Naturschutzgebiet Wachsenburg
1996 wurde das Naturschutzgebiet mit 80 Hektar gesichert. Es umfasst in Form von Badlands die steilen und schroffen Hänge des Wachsenburg-Hügels und den Roten Berg. Hier finden sich in den charakteristischen Wäldern, den Halbtrocken- und Trockenrasen, wärmeliebenden Gebüschen und Ackerwildkrautfluren viele Vertreter der vielfältigen, schutzwürdigen Fauna und Flora. Besonders zu nennen sind: Blauflügelige Ödlandschrecke, Schlingnatter, Lothringer Lein, Adonisröschen sowie die Zauneidechse.

## Wanderziel Wachsenburg
Die Veste Wachsenburg ist ein gern besuchtes Ziel, besonders von Tagesausflüglern. Mehrere regionale Wanderwege führen auf den Gipfel:
der Graf-Gleichen-Weg, der Gustav-Freytag-Weg, benannt nach dem Schriftsteller Gustav Freytag, sowie der Otto-Knöpfer-Weg, benannt nach dem Maler Otto Knöpfer, der im Dorf Holzhausen am Fuß der Burg aufwuchs und für den die Burg und ihre Umgebung häufige Motive waren.